# Wladimir Walentinowitsch Menschow

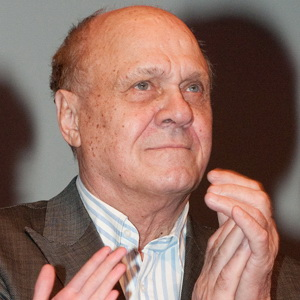
Wladimir Menschow (2011)

Wladimir Walentinowitsch Menschow (russisch Влади́мир Валенти́нович Меньшо́в; * 17. September 1939 in Baku, Aserbaidschanische SSR, UdSSR; † 5. Juli 2021 in Moskau, Russland) war ein sowjetischer und russischer Schauspieler, Regisseur, Filmproduzent und Drehbuchautor. Er erhielt die Auszeichnungen Verdienter Künstler der RSFSR und Volkskünstler Russlands. Außerhalb Russlands wurde er erstmals 1979 durch seinen Oscar-prämierten Film Moskau glaubt den Tränen nicht bekannt.

## Biografie
Wladimir Menschows russische Familie stammte aus Astrachan. Sein Vater Walentin (1912–1974) war beim Geheimdienst NKWD tätig. 1947 musste er aus dienstlichen Gründen nach Archangelsk im nördlichen Russland ziehen. Dort ging auch Wladimir zur Schule, bis die Familie 1950 nach Astrachan zog. Dort schloss er die Schule mit Auszeichnung ab und ging anschließend nach Moskau, wo er am renommierten Gerassimow-Institut für Kinematographie – auch WGIK genannt – ein Studium aufnehmen wollte. Jedoch war er zunächst auf die Aufnahmeprüfungen unzureichend vorbereitet. Daraufhin ging er nach Astrachan zurück, arbeitete vier Jahre lang in einer Fabrik und bereitete sich auf einen neuen Anlauf vor. 1961 gelang es ihm schließlich, ein Schauspielstudium an der Schule des Tschechow-Künstlertheaters aufzunehmen.
Im Laufe der Jahre vernachlässigte Menschow jedoch zunehmend die Schauspielerei zugunsten der Regie, für die er sich immer mehr begeistern ließ. So kam es, dass er nach dem Abschluss der Schauspielschule 1965 doch noch ein Studium am WGIK als angehender Regisseur aufnahm; das vorherige Kennenlernen des bekannten Regisseurs Michail Romm hatte dies ermöglicht. 1970 schloss er dieses Studium ab und war seitdem an bekannten Filmstudios wie Mosfilm oder Lenfilm tätig. Er war als Regisseur und Drehbuchautor bei mehreren Dokumentar- und Spielfilmen beteiligt und begann in den 1970er-Jahren auch selbst zu spielen. Obwohl seine Schauspielkarriere weit mehr Filme umfasste als seine Regisseur- und Drehbuchautorkarriere, betrachtete Menschow selbst die Schauspielerei lediglich als sein Hobby, im Gegensatz zur Regie, die er für sich als Hauptberuf sah.
Der internationale Durchbruch als Regisseur gelang Menschow mit dem Film Moskau glaubt den Tränen nicht, der von 1978 bis 1979 gedreht wurde. Obwohl dieser Film in der Sowjetunion nicht immer auf positive Kritik stieß, wurde er zu einem sensationellen Kinoerfolg in über 100 Ländern und gewann den Oscar als bester fremdsprachiger Film des Jahres 1980. Ein weiterer Erfolg gelang Menschow 1984 mit Der Kurschatten (Ljubow i golubi), der bei einem Filmfest im spanischen Torremolinos den Hauptpreis erhielt. Das wohl erfolgreichste Werk Menschows als Schauspieler ist seine Mitwirkung in der Verfilmung der Werke der Wächter-Romane. Der Film Wächter der Nacht – Nochnoi Dozor (2004), in dem Menschow eine der Hauptrollen spielt, wurde zu einer der international erfolgreichsten russischen Filmproduktionen der jüngsten Zeit.
Menschow lebte in Moskau und stand beim Filmstudio Mosfilm unter Vertrag. Er war mit der Schauspielerin Wera Alentowa verheiratet, die unter anderem im Film Moskau glaubt den Tränen nicht gespielt hatte. Die beiden hatten eine Tochter namens Julia (* 1969), die ebenfalls Schauspielerin ist und in den 1990er Jahren unter anderem im Tschechow-Künstlertheater gespielt hatte. Seit 2003 war Menschow Mitglied der Partei Einiges Russland.
Menschow starb am 5. Juli 2021 an den Folgen einer COVID-19-Erkrankung im Krankenhaus in Moskau.

## Auszeichnungen
- 1973: Auszeichnung beim Sowjetischen Filmfestival 1973 für Schauspielerei
- 1976: Staatsprämie der RSFSR
- 1981: Staatspreis der UdSSR
- 1984: Verdienter Künstler der RSFSR
- 1989: Volkskünstler der RSFSR
- 2017: Verdienstorden für das Vaterland[1]

## Filmografie

### Als Regisseur
- 1977: Der Streich (Розыгрыш)
- 1979: Moskau glaubt den Tränen nicht (Москва слезам не верит)
- 1984: Der Kurschatten (Любовь и голуби)
- 1995: Schirli-Myrli (Ширли-мырли)
- 2000: Neid der Götter (Зависть богов)

### Als Schauspieler
- 1972: Ein Mensch an seinem Platz (Человек на своём месте)
- 1973: Schiffshund auf großer Fahrt (Солёный пёс)
- 1974:  Die letzte Begegnung (Последняя встреча)
- 1975: Ar-chi-me-dy! (Ар-хи-ме-ды!)
- 1976: Eigene Meinung (Собственное мнение)
- 1976: Wie Zar Peter seinen Mohren verheiratete (Сказ про то, как царь Пётр арапа женил)
- 1977: Rosygrysch (Розыгрыш)
- 1979: Moskau glaubt den Tränen nicht (Москва слезам не верит)
- 1981: Gibloje delo (Гиблое дело)
- 1981: Pod odnim nebom (Под одним небом)
- 1982: Wremja dlja rasmyschlenij (Время для размышлений)
- 1983: Jesli wrag ne sdajotsja (Если враг не сдаётся)
- 1983: Magistral (Магистраль)
- 1984: Der Kurschatten (Любовь и голуби)
- 1985: Snegurotschku wysywali? (Снегурочку вызывали?)
- 1986: Prosti (Прости)
- 1986: God Teljonka (Год Телёнка)
- 1986: Die Festnahme (Перехват)
- 1986: Dorogoj Edison! (Дорогой Эдисон!)
- 1987: Der Bote (Kurjer)
- 1987: Gde nachoditsja nofelet? (Где находится нофелет?)
- 1988: Kukolka (Куколка)
- 1988: Die Stadt Zero (Город Зеро)
- 1989: Otsche nasch (Отче наш)
- 1990: Samoubijza (Самоубийца)
- 1990: Iwin A. (Ивин А.)
- 1990: Ubijstwo na Monastyrskich Prudach (Убийство на Монастырских прудах)
- 1990: Adwokat (Адвокат)
- 1991: Abdulladschan, ili poswjaschaetsja Stiwenu Spilbergu (Абдулладжан, или Посвящается Стивену Спилбергу)
- 1991: Otduschina (Отдушина)
- 1992: W toj oblasti nebes (В той области небес)
- 1992: Novy Odeon (Новый Одеон)
- 1992: General (Генерал)
- 1993: Tschtoby wyschit (Чтобы выжить)
- 1993: Leo Trotzki (Троцкий)
- 1993: Russkij regtajm (Русский регтайм)
- 1995: Awantjura (Авантюра)
- 1995: Schirli-Myrli (Ширли-мырли)
- 1997: Zarewitsch Aleksej (Царевич Алексей)
- 1999: Kitaiski serwis (Китайский сервиз)
- 1999: Wossem s polowinoi dollarow (Восемь с половиной долларов)
- 2001: Mamuka (Мамука)
- 2001: Ostanowka po trebowaniju-2 (Fernsehserie) (Остановка по требованию-2) (Сериал)
- 2001: Spartak i Kalaschnikow (Спартак и Калашников)
- 2002: Lednikowy period (Fernsehserie) (Ледниковый период) (Сериал)
- 2003: Wächter der Nacht – Nochnoi Dozor (Ночной Дозор)
- 2003: Utschastok (Fernsehserie) (Участок)
- 2003: Moskwa. Zentralny okrug (Fernsehserie) (Москва. Центральный округ)
- 2004: Diwersant (Диверсант)
- 2004: 32 dekabrja (32 декабря)
- 2004: Balsakowskij wosrast, ili wse muschiki swo... (Fernsehserie) (Бальзаковский возраст, или все мужики сво…)
- 2006: Wächter des Tages – Dnevnoi Dozor (Дневной Дозор)
- 2005: Leonid Iljitsch Breschnew (Брежнев)
- 2007: The Apocalypse Code (Код апокалипсиса)
- 2010: Wyssozki – Danke, für mein Leben (Высоцкий. Спасибо, что живой)
- 2011: Lucky Trouble (Выкрутасы)
- 2011: Die Tauschfamilie – Ich bin du und du bist ich (Любовь-морковь 3)
- 2013: Die Möbius-Affäre (Möbius)
- 2016: Posle Tebja (После тебя)

### Als Drehbuchautor
- 1974: Ja sluschu na granize (Я служу на границе)
- 1981: Die Nacht ist kurz (Ночь коротка)
- 1995: Schirli-Myrli (Ширли-мырли)
- 2000: Sawist bogow (Зависть богов)

### Als Produzent
- 1996: Jermak (Ермак)
- 1998: Ljubow sla (Любовь зла)
- 1999: Kitajski serwis (Китайский сервиз)